# رحلة طيران الخطوط الجوية اليابانية رقم 301
رحلة طيران الخطوط الجوية اليابانية رقم 301 كانت رحلة داخلية تشغلها شركة الخطوط الجوية اليابانية باستخدام طائرة من طراز مارتن 2-0-2. في 9 أبريل 1952، تحطّمت الطائرة في جبل ميهارا بجزيرة إيزو أوشيما، اليابان، أثناء رحلتها، مما أسفر عن مقتل جميع الأشخاص البالغ عددهم 37 كانوا على متنها. يُعد هذا الحادث من أوائل الكوارث الجوية في تاريخ الطيران المدني الياباني بعد الحرب العالمية الثانية.

## الحادث
أقلعت الرحلة 301 من مطار طوكيو هانيدا الدولي في طوكيو، اليابان، صباح يوم 9 أبريل 1952 في رحلة مجدولة إلى مطار فوكوكا في فوكوكا، اليابان، مع توقف في مطار إيتامي الدولي. كانت الطائرة تقل 4 أفراد من الطاقم و33 راكبًا. أثناء تحليق الرحلة 301 على ارتفاع عالٍ وعلى بُعد نحو 100 كيلومتر جنوب طوكيو، وفي ظل ظروف جوية هامشية، اصطدمت الطائرة بمنحدر جبل ميهارا في جزيرة إيزو أوشيما عند الساعة 8:07 صباحًا. تم العثور على حطام الطائرة بعد عدة ساعات من الحادث، وتبين أن جميع الأشخاص الـ37 الذين كانوا على متنها قد لقوا حتفهم.

## الطائرة
الطائرة المتورطة من طراز مارتن 2-0-2، وكانت تحمل رقم التسجيل N93043 واسم “موكوسي-غو” (もく星号، وتعني “المشتري”)، تم تصنيعها في عام 1947. وكانت مستأجرة من شركة نورثويست إيرلاينز إلى شركة الخطوط الجوية اليابانية وقت وقوع الحادث.

## ما بعد الحادث
دُمِّرت الطائرة بالكامل في الحادث، ولقي جميع الركاب البالغ عددهم 37 شخصًا مصرعهم. وقد واجهت لجنة التحقيق في حوادث الطيران التابعة للحكومة اليابانية صعوبات في التحقيق بسبب سلطات الاحتلال، التي رفضت تزويدها بتسجيل المحادثات بين برج المراقبة في مطار هانيدا والرحلة 301. وبالإضافة إلى أن الطائرة لم تكن مجهزة بمسجل صوت قمرة القيادة أو مسجل بيانات الرحلة، تعذّر تحديد السبب الدقيق للحادث. وقد اقترحت اللجنة أن الدليل الوحيد المتوفر، وهو انحراف الطائرة عن مسارها الأصلي، يشير إلى أن سبب الحادث كان نتيجة خطأ ملاحي من قبل طياري الرحلة 301.